# Neufraunhofen
Neufraunhofen er en kommune i Landkreis Landshut, i regierungsbezirk Niederbayern i den tyske delstat Bayern. Den er en del af Verwaltungsgemeinschaft Velden.

## Geografi
Neufraunhofen ligger i den sydvestlige del af landkreisen, i trekanten mellem byen Landshut (i nord), Vilsbiburg (i nordøst) og Erding (i sydvest), i det Niederbayerske bakkeland.
I kommunen er der kun landsbyerne Neufraunhofen og Vilslern.